# Karl Reinhardt (Philologe)
Karl Ludwig Reinhardt (* 14. Februar 1886 in Detmold; † 9. Januar 1958 in Frankfurt am Main) war ein deutscher Altphilologe.

## Leben und Wirken
Karl Reinhardt war Enkel des Firmengründers Carl Johann Freudenberg der Unternehmensgruppe Freudenberg. Er wuchs in Frankfurt am Main auf, wohin sein Vater, der Schulreformer Karl Reinhardt, 1886 als Direktor des Städtischen Gymnasiums berufen worden war. Reinhardt besuchte das 1897 nach dem Frankfurter Lehrplan seines Vaters gegründete Goethe-Gymnasium, ein Reformgymnasium, dessen Leitung der Vater von 1897 bis 1904 innehatte.
1905 begann er das Studium der Altphilologie an der Universität Bonn, das er später an der Friedrich-Wilhelms-Universität zu Berlin fortsetzte und abschloss. In Berlin promovierte er 1910 bei Ulrich von Wilamowitz-Moellendorff. Im Anschluss arbeitete er an den Universitäten in Bonn, Marburg und Hamburg, bevor er 1923 an die Universität Frankfurt am Main berufen wurde. Dort lehrte er Altphilologie bis zu seiner Emeritierung 1951, mit Ausnahme der Jahre von 1942 bis 1945, die er an der Universität Leipzig verbrachte. Gleichzeitig zu seiner Berufung an die Leipziger Universität wurde er als ordentliches Mitglied in die Sächsische Akademie der Wissenschaften aufgenommen. Die Bayerische Akademie der Wissenschaften ernannte ihn 1937 zum korrespondierenden Mitglied. Seit 1950 war er Mitglied der Deutschen Akademie für Sprache und Dichtung in Darmstadt und seit 1954 korrespondierendes Mitglied der British Academy.
Reinhardt gilt als einer der bedeutendsten Gräzisten seiner Zeit. Er verfasste zahlreiche grundlegende Monographien und Einzelstudien. Seine Schriften hatten großen Einfluss auf das Denken sowohl Ernst Cassirers wie auch Martin Heideggers.
1952 wurde Reinhardt in den Orden Pour le Mérite für Wissenschaften und Künste aufgenommen und 1956 mit der Ehrendoktorwürde der Universität Frankfurt ausgezeichnet. Er starb am 9. Januar 1958 in Frankfurt am Main.

## Schriften
- Parmenides und die Geschichte der griechischen Philosophie. 1916. 5., unveränderte Auflage, Klostermann, Frankfurt am Main 2012, ISBN 978-3-465-04144-3.
- Poseidonios. 1921.
- Kosmos und Sympathie. Neue Untersuchungen über Poseidonios. C. H. Beck, München, 1926.
- Platons Mythen. 1927. 2. Auflage, mit einem Nachwort von Arbogast Schmitt, Klostermann, Frankfurt am Main 2017, ISBN 978-3-465-04324-9.
- Sophokles. 1933. 6. Auflage, Klostermann, Frankfurt am Main 2014, ISBN 978-3-465-04203-7.
- Aischylos als Regisseur und Theologe. 1948.
- Von Werken und Formen. Vorträge und Aufsätze. Küpper, Godesberg 1948.
- Die Ilias und ihr Dichter. Aus dem Nachlaß herausgegeben von Uvo Hölscher. Vandenhoeck & Ruprecht, Göttingen 1961.
- Erinnerungen an einen Lehrer. Vandenhoeck & Ruprecht, Göttingen 1961 (Weihnachtsgabe des Verlages, geschrieben 1957 für das Jubiläumsheft des Goethe-Gymnasiums Frankfurt).
- Erinnerungen. Vandenhoeck & Ruprecht, Göttingen 1966 (Weihnachtsgabe des Verlages, aus dem Nachlass herausgegeben).
- Vermächtnis der Antike. Gesammelte Essays zur Philosophie und Geschichtsschreibung. Vandenhoeck & Ruprecht, Göttingen 1960, 1966, 2. Auflage 1989 (Hrsg. Carl Becker) (darin auch der autobiographische Aufsatz „Akademisches aus zwei Epochen“).